# 罗伯特·萨波斯基
罗伯特·萨波斯基（英語：Robert Sapolsky，1957年4月6日—）是一位美国神经生物学家和科普作家，斯坦福大学教授。

## 代表作
- 《斑马为什么不得胃溃疡》（Why Zebras Don't Get Ulcers，1994年）
- 《灵长类回忆录》（A Primate's Memoir，2002年）
- 《动物本能：透过生物学看我们是谁》（Monkeyluv: And Other Essays on Our Lives as Animals，2005年）
- 《行为：人类耻辱与荣耀背后的生物学（英语：Behave (book)）》（Behave: The Biology of Humans at Our Best and Worst，2017年）